# Zwamspartelkevers
De zwamspartelkevers (Melandryidae ) zijn een familie van kevers in de superfamilie Tenebrionoidea. Een familie met deze naam werd in 1815 voor het eerst voorgesteld door William Elford Leach.

## In Nederland waargenomen soorten
- Genus: Abdera
  - Abdera affinis
  - Abdera flexuosa
  - Abdera triguttata
- Genus: Anisoxya
  - Anisoxya fuscula
- Genus: Conopalpus
  - Conopalpus testaceus
- Genus: Hallomenus
  - Hallomenus binotatus
- Genus: Hypulus
  - Hypulus quercinus
- Genus: Melandrya
  - Melandrya caraboides - (Beukenzwartkever)
- Genus: Orchesia
  - Orchesia micans - (Blinkende springkever)
  - Orchesia minor
  - Orchesia undulata
- Genus: Phloiotrya
  - Phloiotrya rufipes
  - Phloiotrya tenuis
- Genus: Serropalpus
  - Serropalpus barbatus